# Andrejus Zadneprovskis
Andrejus Zadneprovskis, ros. Андрей Заднепровский, Andriej Zadnieprowski (ur. 31 sierpnia 1974 w Królewcu) – litewski pięcioboista nowoczesny rosyjskiego pochodzenia, srebrny i brązowy medalista olimpijski, 12-krotny medalista mistrzostw świata, 8-krotny medalista mistrzostw Europy. Z wykształcenia jest prawnikiem. Działa politycznie: w wyborach w 2011 ubiegał się o mandat radnego w Wilnie z listy Partii Chrześcijańskiej. Żonaty, ma dwie córki.

## Osiągnięcia

### Igrzyska olimpijskie
| Olimpiada  | Miejsce | Rok  | Konkurencja   | Miejsce |
| ---------- | ------- | ---- | ------------- | ------- |
| Ateny 2004 | Ateny   | 2004 | indywidualnie |         |
| Pekin 2008 | Pekin   | 2008 | indywidualnie |         |

### Mistrzostwa świata
| Mistrzostwa świata | Miejsce       | Rok  | Konkurencja   | Miejsce |
| ------------------ | ------------- | ---- | ------------- | ------- |
| Sofia 1997         | Sofia         | 1997 | indywidualnie |         |
| Meksyk 1998        | Meksyk        | 1998 | sztafeta      |         |
| Budapeszt 1999     | Budapeszt     | 1999 | drużynowo     |         |
| Pesaro 2000        | Pesaro        | 2000 | indywidualnie |         |
| Millfield 2001     | Millfield     | 2001 | drużynowo     |         |
| San Francisco 2002 | San Francisco | 2002 | sztafeta      |         |
| San Francisco 2002 | San Francisco | 2002 | drużynowo     |         |
| Moskwa 2004        | Moskwa        | 2004 | indywidualnie |         |
| Gwatemala 2006     | Gwatemala     | 2006 | indywidualnie |         |
| Gwatemala 2006     | Gwatemala     | 2006 | drużynowo     |         |
| Budapeszt 2008     | Budapeszt     | 2008 | sztafeta      |         |
| Londyn 2009        | Londyn        | 2009 | drużynowo     |         |

### Mistrzostwa Europy
| Mistrzostwa Świata  | Miejsce        | Rok  | Konkurencja   | Miejsce |
| ------------------- | -------------- | ---- | ------------- | ------- |
| Sofia 2001          | Sofia          | 2001 | indywidualnie |         |
| Sofia 2001          | Sofia          | 2001 | drużynowo     |         |
| Sofia 2001          | Sofia          | 2001 | sztafeta      |         |
| Uście nad Łabą 2002 | Uście nad Łabą | 2002 | sztafeta      |         |
| Uście nad Łabą 2002 | Uście nad Łabą | 2002 | indywidualnie |         |
| Moskwa 2008         | Moskwa         | 2008 | sztafeta      |         |
| Lipsk 2009          | Lipsk          | 2009 | drużynowo     |         |
| Debreczyn 2010      | Debreczyn      | 2010 | drużynowo     |         |

## Odznaczenia
- Wielki Krzyż Komandorski Orderu „Za Zasługi dla Litwy” – 2008[3]
- Krzyż Komandorski Orderu Wielkiego Księcia Giedymina – 2000[3]
- Krzyż Komandorski Orderu „Za Zasługi dla Litwy” – 2004[3]
- Krzyż Oficerski Orderu Wielkiego Księcia Giedymina – 1997[3]